# Les Masies de Voltregà
Les Masies de Voltregà è un comune spagnolo di 2 873 abitanti situato nella comunità autonoma della Catalogna.